# هیلو: سقوط ریچ
هیلو: سقوط ریچ (به انگلیسی: Halo: The Fall of Reach) عنوان یک رمان علمی–تخیلی نظامی به قلم اریک نایلوند است که در دنیای هیلو روایت می‌شود و به‌عنوان مقدمه‌ای بر هیلو: نبرد تکامل، نخستین بازی در این سری به‌شمار می‌رود. این کتاب در اکتبر ۲۰۰۱ منتشر شد و نخستین رمان هیلو محسوب می‌شود. داستان مجموعه در سده ۲۶ (میلادی) و در چندین سیاره و مکان‌های مختلف اتفاق می‌افتد. این رمان جزئیات وقایع منتهی به بازی را توصیف می‌کند و خاستگاه ابر سربازان اسپارتان-II، و قهرمان اصلی مجموعه، یعنی مستر چیف را شرح می‌دهد.